# Maria Luisa Grohs
Maria Luisa Grohs (Münster, 13 juni 2001) is een voetbalspeelster uit Duitsland. Ze speelt als doelverdediger voor FC Bayern München in de Bundesliga.

## Clubcarrière
Als tiener begon Grohs haar carrière bij 1. FC Grievenbeck. In 2016 voegde Grohs zich bij het jeugdelftal van VfL Bochum waar ze 17 wedstrijden in de B-junioren Bundesliga keepte. Op het einde van het seizoen 2016-2017 degradeerde ze met dat team naar de B-Junioren Regionalliga West. Grohs speelde daarna nog twee seizoenen voor VfL Bochum.

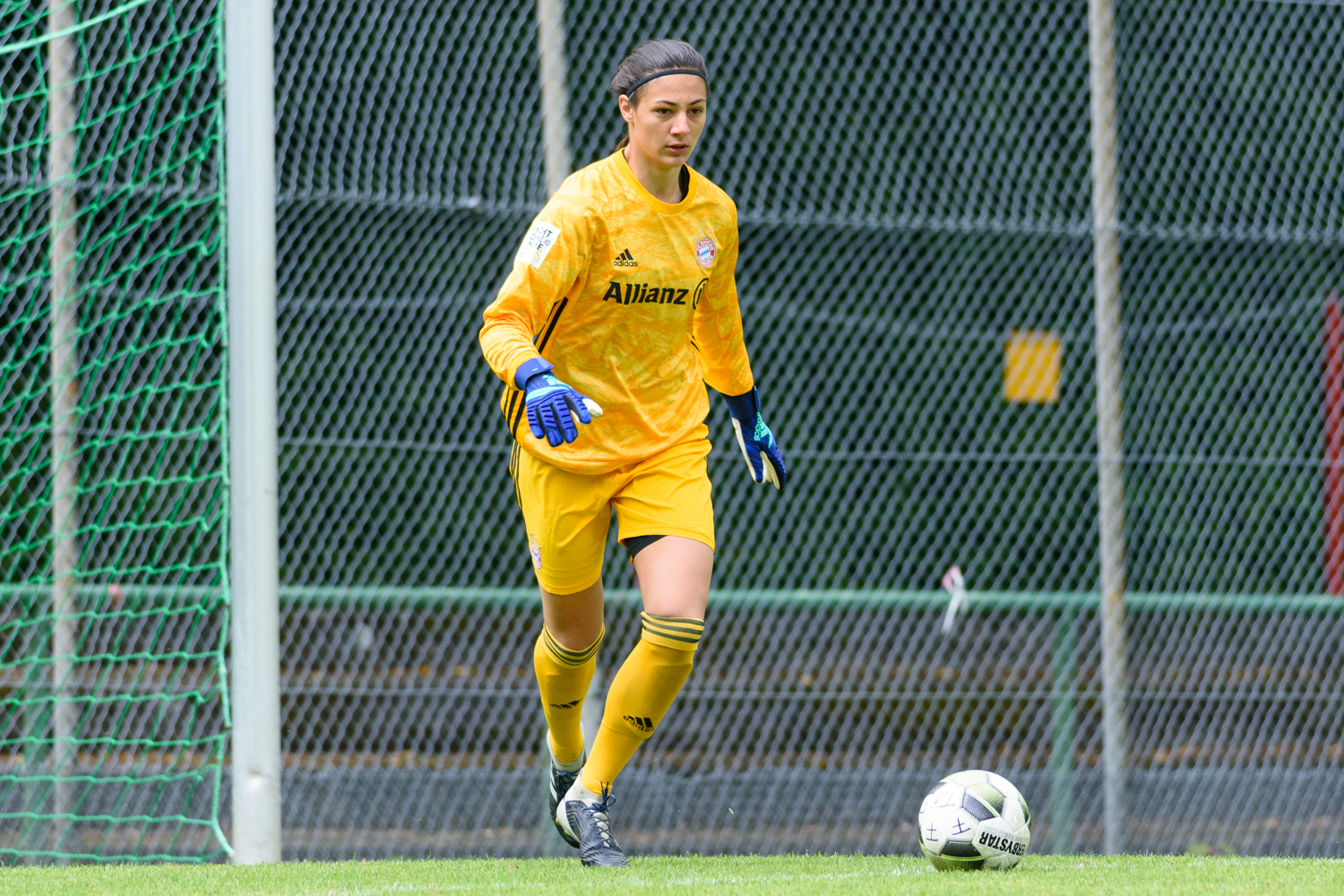
Mala Grohs met FC Bayern München in 2019.

Voorafgaande aan het seizoen 2019-2020 maakte Grohs de overstap naar FC Bayern München. De eerste seizoenen speelde Grohs voor het tweede elftal van FC Bayern München in de tweede Bundesliga. Op 11 augustus 2019 maakte ze hiervoor haar debuut in een 4-1 overwinning op Eintracht Frankfurt II.
Op 30 januari 2022 volgde het debuut van Grohs in het eerste elftal van FC Bayern München in een 13-0 overwinning op Walddörfer SV in de DFB Pokal. Op 17 april 2021 volgde ook haar debuut in de Bundesliga in een 3-2 nederlaag tegen TSG 1899 Hoffenheim.
In de voorbereiding op het seizoen 2022-2023 wist Grohs eerste doelvrouw van FC Bayern München te worden. Dat seizoen keepte ze alle wedstrijden van FC Bayern München. Op 27 oktober 2022 was ze belangrijk in het groepsfaseduel in de Champions League tegen SL Benfica dior in de 89ste minuut een penalty te redden, waarna een paar minuten later teamgenote Georgia Stanway de winnende 3-2 treffer wist te maken. Met FC Bayern München wist Grohs dat seizoen landskampioen van de Bundesliga te worden.
Op 17 november 2024 maakte Grohs bekend dat bij haar een kwaadaardige tumor was ontdekt waardoor ze voor onbepaalde tijd moest stoppen met voetballen. FC Bayern München verlengde het contract van Grohs tot medio 2026. In december kondigden Grohs en haar club dat alle medische behandelingen succesvol waren verlopen en dat ze in januari idealiter terug kon keren op het trainingsveld. In januari 2025 hervatte ze de groepstraining en in een Champions League 2024/25 duel tegen Olympique Lyon keerde ze terug onder de lat bij FC Bayern München.

## Statistieken
| Seizoen    | Club                 | Land      | Competitie    | Wedstrijden | Doelpunten |
| ---------- | -------------------- | --------- | ------------- | ----------- | ---------- |
| 2019-2022  | FC Bayern München II | Duitsland | 2e Bundesliga | 22          | 0          |
| 2019-heden | FC Bayern München    | Duitsland | Bundesliga    | 52          | 0          |
| Totaal     | Totaal               | Totaal    | Totaal        | 74          | 0          |

Laatste update: 21 november 2024

## Interlandcarrière
In september 2022 werd Maria Luis Grohs voor het eerst opgeroepen om te komen trainen met het Duitse nationale team. In april 2023 maakte ze opnieuw deel uit van de selectie voor een oefenwedstrijd tegen Brazilië. Haar debuut voor Duitsland heeft Grohs nog niet gemaakt.